# Villeherviers

Villeherviers este o comună în departamentul Loir-et-Cher, Franța. În 1 ianuarie 2022 avea o populație de 412 de locuitori.